# Myslibořice
Myslibořice település Csehországban, a Třebíči járásban. Myslibořice Radkovice u Hrotovic, Zárubice, Jaroměřice nad Rokytnou, Lipník, Krhov és Račice településekkel határos. Lakosainak száma 687 fő (2024. január 1.).

## Népesség
A település lakosságának változását az alábbi diagram mutatja:
| Lakosok száma | 862  | 865  | 878  | 692  | 755  | 689  | 722  | 733  | 712  | 687  |
|               | 1869 | 1890 | 1921 | 1950 | 1980 | 2001 | 2017 | 2019 | 2022 | 2024 |